# Robert Erich Remak

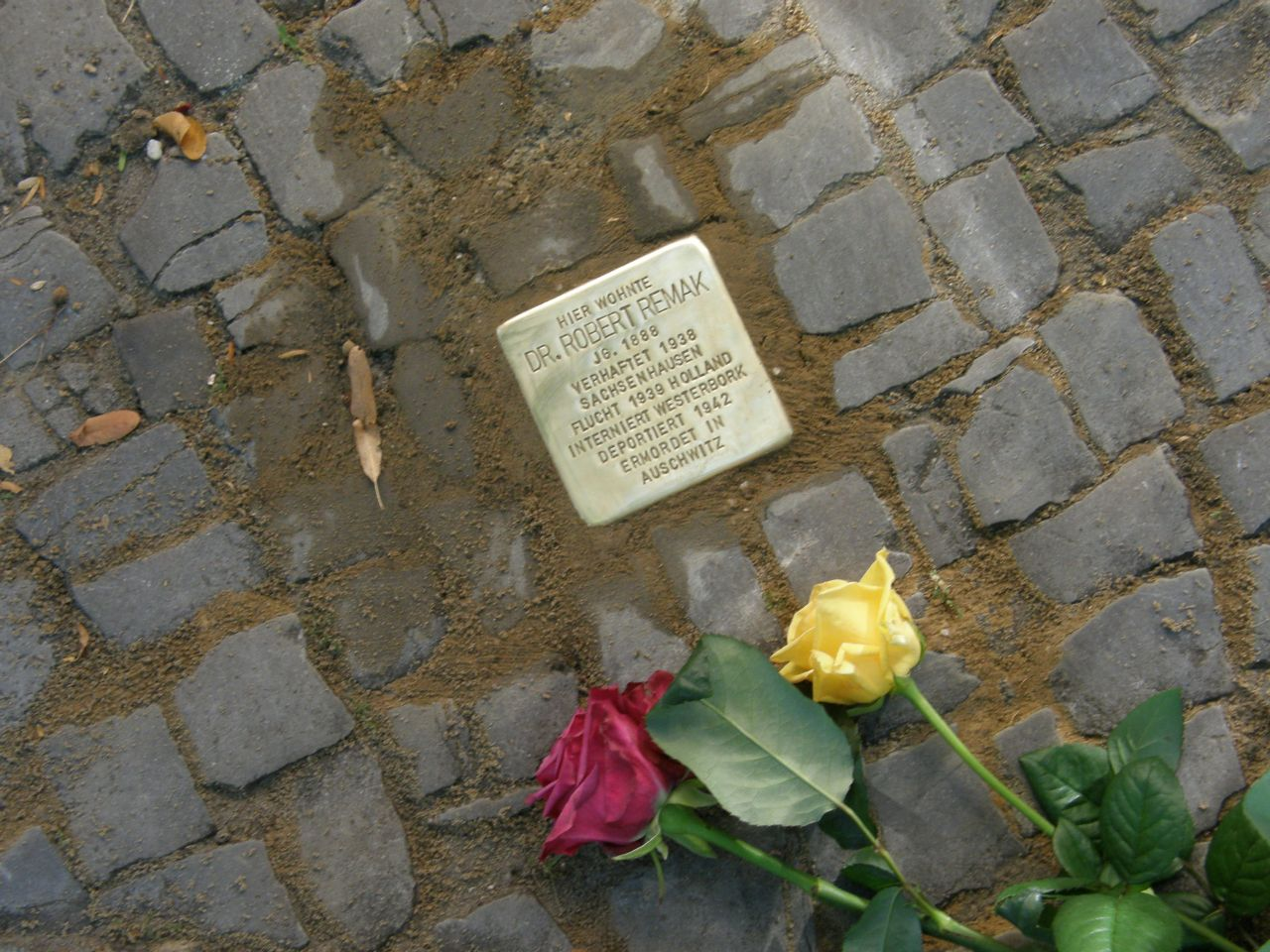
Upamiętniająca Remaka tablica (Stolperstein) w Berlinie-Lichterfelde

Robert Erich Remak (ur. 14 lutego 1888 w Berlinie, zm. 13 listopada 1942 w KL Auschwitz) – niemiecki matematyk. Zajmował się teorią liczb, teorią potencjału i geometrią liczb. Robert Remak był synem neurologa Ernsta Juliusa Remaka (1849-1911).

## Życiorys
Robert Remak studiował na Uniwersytecie w Berlinie u Ferdinanda Georga Frobeniusa, doktoryzował się w 1911 roku. Następnie pracował od 1929 do 1933 jako wykładowca na uniwersytecie w Berlinie. Po przejęciu władzy przez Hitlera stracił swoje stanowisko z powodu żydowskiego pochodzenia. Po nocy kryształowej 1938 roku Remak został aresztowany i spędził kilka tygodni w KL Sachsenhausen. Po zwolnieniu wyemigrował do Holandii, gdzie w 1942 roku został ponownie aresztowany, deportowany do KL Auschwitz i zamordowany.